# Шкрлик, Йозеф
Йозеф Шкрлик (словац. Jozef Škrlík; 2 октября 1963, Гуменне, Чехословакия) — словацкий футболист, футбольный тренер.

## Биография
В качестве футболиста играл за ряд местных клубов, а после завершения карьеры руководил рядом коллективов низших лиг. В 2012 году Шкрлик возглавил казахстанский «Акжайык», с которым добился наивысшего на тот момент результата в истории — восьмое место в Премьер-Лиге. В начале чемпионата «Акжайык» даже лидировал в таблице, однако из-за финансовой нестабильности он выпал из числа претендентов на медали. После поединка с будущим чемпионом — «Шахтёр» из Караганды — словацкий специалист намекал о договорном характере встречи, однако затем он опроверг свое высказывание, которое было допущенно из-за плохого знания русского языка После окончания сезона покинул клуб.
Работал помощником у литовца Саулюса Ширмялиса в молодежной сборной Казахстана, в клубе «Ордабасы», карагандинском «Шахтёре» и латвийской «Елгаве». В конце мая 2023 года словак вернулся в прибалтийскую команду и самостоятельно возглавил ее.